# Gregorio A. Portillo
Gregorio Antonio Portillo (Curuzú Cuatiá, 24 de diciembre de 1897-23 de abril de 1970) fue un militar y aviador argentino, perteneciente a la Armada, que alcanzó el grado de contraalmirante. Fue gobernador marítimo del Territorio de la Tierra del Fuego entre 1944 y 1946.

## Biografía
Nació en Curuzú Cuatiá (provincia de Corrientes) en 1897. Ingresó a la Armada Argentina, egresando de la Escuela Naval Militar como guardiamarina. Realizó su carrera militar en la Aviación Naval, siendo piloto, jefe de escuadrilla, comandante, jefe de base aeronaval y director general de la Aviación Naval entre 1947 y 1949. También realizó capacitaciones de topografía y aerofotogrametría en Reino Unido, Estados Unidos y Francia.
En noviembre de 1944, fue designado gobernador marítimo del Territorio de la Tierra del Fuego por el presidente de facto Edelmiro Julián Farrel. Su ayudante secretario fue Ernesto Manuel Campos, futuro gobernador del territorio.
Entre 1936 y 1947 integró las comisiones asesoras de aeronáutica y de lucha contra las plagas del Ministerio de Agricultura de la Nación, la última de ellas dedicada a una plaga de langostas en el Chaco. En septiembre de 1946, fue delegado argentino en la firma del Convenio Interamericano de lucha contra la Langosta en Montevideo.
En calidad de comandante de la Aviación Naval, en 1947 estuvo a cargo de la expedición de dicha rama en la Antártida Argentina. Participó en la fundación del Destacamento Naval Melchior y, el 13 de diciembre de 1947, fue jefe de expedición a bordo de la primera aeronave de la Aviación Naval, un Douglas DC-4 de matrícula CTA-12, que sobrevoló la Antártida partiendo desde el Aeródromo de Comandante Luis Piedrabuena. También fue el primer cruce en vuelo argentino sobre el Pasaje Drake. El comandante de la aeronave fue Gregorio Lloret. La isla Portillo en la Antártida, fue nombrada en su honor.
Pasó a retiro en 1950 con el grado de contraalmirante. Entre 1957 y 1967 fue presidente de la Comisión Nacional del Río Bermejo. En 1965 publicó Las obras del río Bermejo como solución fundamental del desarrollo presente y futuro del norte y noroeste argentino y su proyección internacional.
Falleció en abril de 1970, a los 72 años. La biblioteca de la Base Aeronaval Comandante Espora lleva su nombre.